# Kelvin Sebwe
Kelvin Sebwe (Monrovia, 4 aprile 1972) è un ex calciatore liberiano, di ruolo centrocampista.

## Carriera
Uno dei calciatori liberiani più conosciuti, ha ottenuto 73 presenze e 17 reti in Nazionale; debuttò nel 1986 in una partita contro il Mali.